# 20. leden
20. leden je 20. den roku podle gregoriánského kalendáře. Do konce roku zbývá 345 dní (346 v přestupném roce). Svátek slaví Ilona a Sebastian.

## Události

### Česko
- 1548 – Svým reskriptem vydaným v Augsburgu založil Ferdinand I. apelační soud.
- 1787 – W. A. Mozart poprvé navštívil Prahu a v Nosticově divadle dirigoval reprízu své opery Figarova svatba.
- 1998 – Prezidentem České republiky byl na dalších pět let zvolen opět Václav Havel.

### Svět
- 1265 – Poprvé zasedal první anglický volený parlament (Montfortův parlament).
- 1649 – V Londýně začal proces s králem Karlem I., zrežírovaný Cromwellem. Byl prohlášen za tyrana, zrádce, vraha, nepřítele národa. I když se Karel I. Stuart před svými soudci celkem úspěšně obhajoval, byl rozdílem jednoho hlasu odsouzen k smrti.
- 1848 – Král Frederik VII. oznámil zavedení konstituční monarchie v Dánsku.
- 1940 – Začala Druhá bitva u Taipale (skončila 13. března 1940).
- 1942 – Nacisté na konferenci ve Wannsee (Berlín) rozhodli, že konečným řešením židovské otázky bude likvidace Židů.
- 1944 – Rudá armáda dobyla nazpět město Novgorod.
- 1945 – Maďarsko uzavřelo v Moskvě příměří se spojenci.
- 1981 – V den uvedení Ronalda Reagana do úřadu prezidenta USA bylo v Teheránu po více než 14 měsících propuštěno 52 amerických rukojmích.
- 1996 – Na území Palestinské autonomie proběhly volby, byla zvolena Palestinská rada a Jásir Arafat se stal prezidentem.

## Narození
Automatický abecedně řazený seznam viz Kategorie:Narození 20. ledna

### Česko

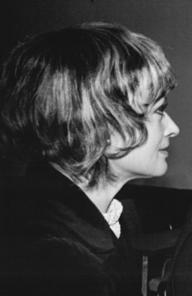
Jana Brejchová (* 1940)

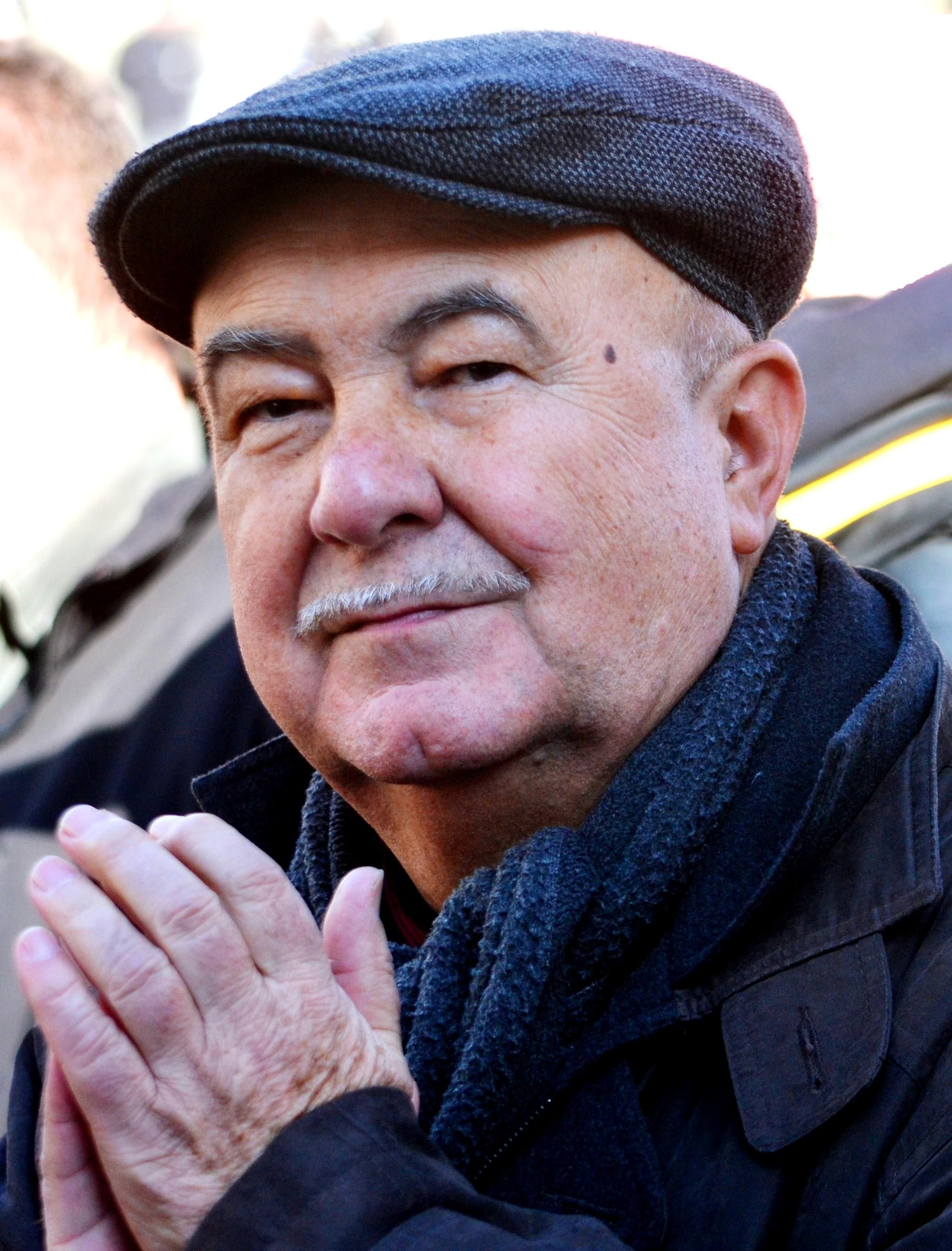
Petr Hannig (* 1946)

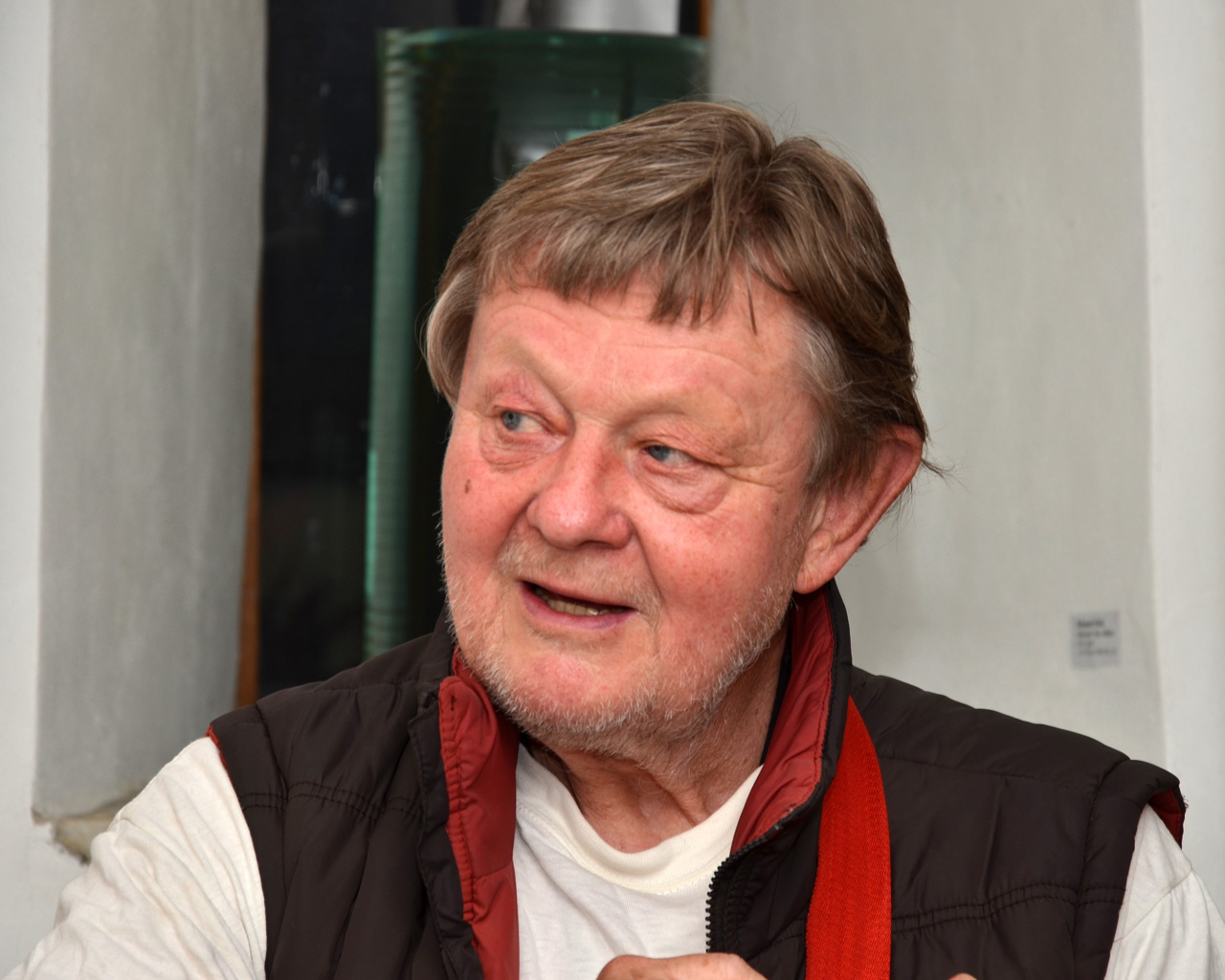
Vladimír Merta (* 1946)

- 1211 – Sv. Anežka Česká, světice († 6. března 1282)
- 1292 – Eliška Přemyslovna, královna († 28. září 1330)
- 1609 – Václav Eusebius Popel z Lobkovic, šlechtic a vojevůdce († 22. dubna 1677)
- 1757 – Jan Nepomuk Mitrovský, přírodovědec, mecenáš a skladatel († 20. května 1799)
- 1771 – Antonín Vojtíšek, hudební skladatel († po r. 1820)
- 1797 – Josef Vlastimil Kamarýt, básník a kněz († 19. března 1833)
- 1808 – Franz Taschek, rakouský a český právník, velkostatkář a politik († 3. června 1867)
- 1839 – Karel Tichý, rakouský a český podnikatel a politik († 22. června 1908)
- 1841 – Eduard Albert, chirurg, překladatel a básník († 26. září 1900)
- 1851 – František Bareš, pedagog, historik a muzejník († 8. června 1924)
- 1877
  - Emil Pollert, operní pěvec († 23. října 1935)
  - Alois Roudnický, kněz a politik († 17. září 1939)
- 1884 – Karel Marušák, československý politik a politický vězeň († 25. června 1970)
- 1885 – Vincenc Šťastný, hudební skladatel, klavírista a pedagog († 26. ledna 1971)
- 1894 – Karel Kotas, architekt († 24. dubna 1973)
- 1900 – Miloš Jirko, redaktor, básník, knihovník a překladatel († 28. června 1961)
- 1903 – Jindřich Kocman, děkan velkomeziříčský a arcikněz jihlavský († 14. září 1997)
- 1910 – Joy Adamsonová, spisovatelka, malířka a ochránkyně zvířat v Africe, původem z Opavy († 3. ledna 1980)
- 1912 – Jindřich Brok, fotograf († 11. srpna 1995)
- 1914 – Hans Mrogala, těšínský výtvarník († 22. listopadu 1975)
- 1919 – Štěpán Lucký, hudební skladatel a pedagog († 5. května 2006)
- 1922
  - Miloš Bobocký, basketbalista († 5. března 2016)
  - Václav Kotva, herec († 2. listopadu 2004)
- 1923 – Ilja Bojanovský, kameraman († 14. února 2009)
- 1927 – Milan Kubát, ministr elektrotechnického průmyslu ČSSR († 2022)
- 1928 – Vlasta Fialová, herečka († 13. ledna 1998)
- 1930 – Egon Bondy, básník a filosof († 9. dubna 2007)
- 1940 – Jana Brejchová, herečka
- 1942 – Jan Hrbatý, hokejový reprezentant († 23. července 2019)
- 1943 – Stanislav Zippe, výtvarník, malíř a sochař († 12. ledna 2024)
- 1946
  - Petr Hannig, zpěvák, skladatel, producent, hudební vydavatel a politik († 21. ledna 2025)
  - Vladimír Merta, písničkář
- 1949 – Zdeněk Josef Preclík, sochař († 21. března 2021)
- 1950
  - Petr Ritter, právník, prozaik a scenárista
  - Vladimír Dlouhý, poslanec
- 1951 – Marie Vodičková, zakladatelka Fondu ohrožených dětí
- 1956 – Zdeněk Hanka, lékař a spisovatel
- 1964 – Luboš Kubík, fotbalista a trenér
- 1965 – Kamil Střihavka, zpěvák
- 1976 – Ivana Gottová, produkční, moderátorka, manželka zpěváka Karla Gotta
- 1975 – Karel Beran, právník
- 1981 – Martin Škaroupka, hudebník
- 1985 – Kristýna Kočí, politička

### Svět

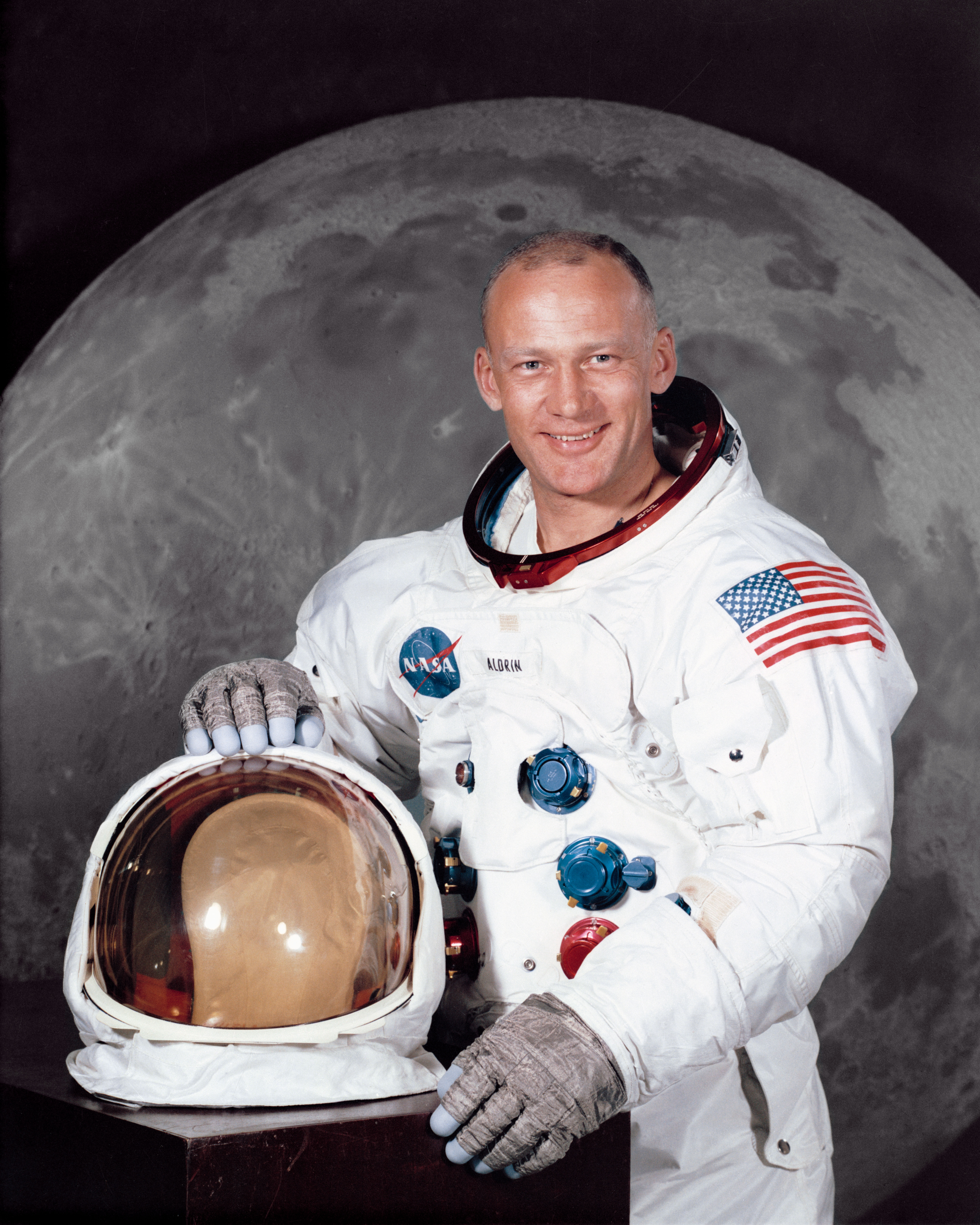
Buzz Aldrin (* 1930)

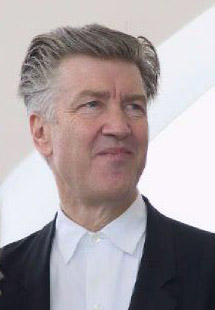
David Lynch (* 1946)

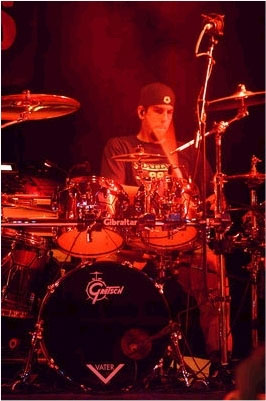
Rob Bourdon (* 1979)

- 1435 – Jošimasa Ašikaga, japonský šógun († 27. ledna 1490)
- 1488 – Sebastian Münster, německý učenec († 26. května 1552)
- 1554 – Sebastián I. Portugalský, portugalský král († 4. srpna 1578)
- 1562 – Ottavio Rinuccini, italský básník a libretista († 28. března 1621)
- 1569 – Heribert Rosweyde, nizozemský jezuitský hagiograf († 4. října 1629)
- 1698 – Ferdinand Julius Troyer z Troyersteinu, biskup olomoucký († 5. února 1758)
- 1700 – Pavel Doležal, slovenský kněz a jazykovědec († 29. listopadu 1778)
- 1707 – Frederik Ludvík Hannoverský, britský princ († 20. března 1751)
- 1716 – Karel III. Španělský zvaný El Político, vévoda z Parmy, král sicilský, král neapolský a král španělský († 14. prosince 1788)
- 1734 – Charles Alexandre de Calonne, francouzský ministr financí za vlády Ludvíka XVI. († 30. října 1802)
- 1750 – Luisa Dánská a Norská, dánská princezna († 12. ledna 1831)
- 1751 – Ferdinand Parmský, parmský vévoda († 9. října 1802)
- 1782 – Jan Habsbursko-Lotrinský, rakouský arcivévoda a vojevůdce († 11. května 1859)
- 1801 – Hippolyte Bayard, francouzský fotograf († 14. května 1887)
- 1823 – Imre Madách, maďarský spisovatel († 5. říjen 1864)
- 1832 – Alfred Desmasures, francouzský novinář, spisovatel a historik († 20. května 1893)
- 1855 – Ernest Chausson, francouzský skladatel († 10. června 1899)
- 1861 – Alban Schachleiter, německý duchovní, opat Emauzského kláštera († 20. června 1937)
- 1865
  - Fridrich Waldecko-Pyrmontský, poslední waldecko-pyrmontský kníže († 26. května 1946)
  - Yvette Guilbertová, francouzská zpěvačka a herečka († 4. února 1944)
- 1870 – Guillaume Lekeu, belgický hudební skladatel († 21. ledna 1894)
- 1873 – Johannes Vilhelm Jensen, dánský spisovatel († 25. listopadu 1950)
- 1877
  - Jean Lhermitte, francouzský neurolog a neuropsychiatr († 24. ledna 1959)
  - Karl Hans Lody, německý špion († 6. listopadu 1914)
- 1895 – Desiderius Hampel, rakouský důstojník († 11. ledna 1981)
- 1896 – Charles E. Brown, britský letecký fotograf († 9. října 1982)
- 1906 – Aristoteles Onassis, řecký podnikatel, manžel Jacqueline Kennedyové († 15. března 1975)
- 1907
  - Manfred von Ardenne, německý fyzik († 26. května 1997)
  - Maurice Couve de Murville, premiér Francie († 24. prosince 1999)
- 1910 – Joy Adamsonová, spisovatelka, malířka a ochránkyně zvířat († 3. ledna 1980)
- 1911 – Alfredo Foni, italský fotbalista († 28. ledna 1985)
- 1914 – Oscar Collazo, pachatel atentátu na prezidenta Trumana († 21. února 1994)
- 1915 – C. W. Ceram, německý novinář a spisovatel († 12. dubna 1972)
- 1920
  - Federico Fellini, italský filmový režisér a scenárista († 31. října 1993)
  - Hildegard Lächertová, německá dozorkyně v koncentračních táborech († 1995)
  - DeForest Kelley, americký herec († 11. června 1999)
- 1921 – Telmo Zarra, španělský fotbalista († 23. února 2006)
- 1922
  - Ed Westcott, americký fotograf († 29. března 2019)
  - Otto Smik, slovenský pilot v RAF († 28. listopadu 1944)
- 1926
  - Patricia Nealová, americká herečka († 8. srpna 2010)
  - David Tudor, americký klavírista a hudební skladatel († 13. srpna 1996)
- 1927 – Štefan Nosáľ, slovenský choreograf a režisér († 22. července 2017)
- 1929 – Jimmy Cobb, americký jazzový bubeník († 24. května 2020)
- 1930
  - Buzz Aldrin, americký vojenský pilot a astronaut
  - Lothar Wolleh, německý fotograf († 28. září 1979)
- 1931 – David Morris Lee, americký fyzik Nobelova cena za fyziku 1996
- 1933 – Don Thompson, britský olympijský vítěz na 50 km chůze († 4. října 2006)
- 1934 – Tom Baker, anglický herec
- 1935 – Alexandr Vladimirovič Meň, ruský pravoslavný kněz, filosof a spisovatel († 9. září 1990)
- 1940 – Stanislav Rakús, slovenský prozaik a literární vědec
- 1942 – David Rimmer, kanadský experimentální režisér
- 1943 – Armando Guebuza, prezident Mosambické republiky
- 1944
  - Margaret Avery, americká herečka a zpěvačka
  - Nancy Chodorowová, americká feministka, teoretička genderu a psychoanalýzy
- 1946 – David Lynch, americký filmový scenárista a režisér († 15. ledna 2025)
- 1948
  - Jerry Lynn Ross, důstojník letectva a americký kosmonaut
  - Natan Šaransky, sovětský disident a izraelský politik
- 1949 – Göran Persson, premiér Švédska
- 1951 – Ian Hill, anglický heavymetalový hudebník
- 1952
  - Petru Cimpoeșu, rumunský spisovatel
  - Paul Stanley, americký kytarista a zpěvák ze skupiny KISS
- 1954
  - Ray Weston, skotský bubeník
  - Yuji Matsuo, japonský ragbista
- 1956 – Bill Maher, americký stand-up komik, herec
- 1958 – Lorenzo Lamas, americký herec a moderátor
- 1959 – Robert Anthony Salvatore, americký spisovatel
- 1960
  - Ján Figeľ, slovenský politik
  - Scott Thunes, americký rockový baskytarista
  - Will Wright, americký počítačový designér
- 1964 – Željko Komšić, bosensko-chorvatský politik
- 1965
  - Greg Kriesel, americký baskytarista
  - Sophie, vévodkyně z Edinburghu, manželka britského prince Edwarda
- 1966 – Tracii Guns, americký kytarista
- 1969 – Nicky Wire, velšský baskytarista a zpěvák
- 1970 – Branka Katić, srbská herečka
- 1971 – Derrick Green, americký zpěvák (Sepultura)
- 1972
  - Oscar Dronjak, švédský kytarista
  - Ljudmila Galkinová, ruská atletka
- 1973 – Mathilde Belgická, belgická královna jako manželka Filipa I.
- 1975 – Norberto Fontana, argentinský automobilový závodník
- 1978 – Omar Sy, francouzský herec
- 1979
  - Rob Bourdon, americký hudebník, bubeník skupiny Linkin Park
  - Will Young, britský zpěvák a herec
- 1981 – Owen Hargreaves, anglický fotbalista
- 1983 – Germaine Mason, britský atlet
- 1990 – Adama Sawadogo, fotbalový brankář Burkiny Faso
- 1991 – Polona Hercogová, slovinská tenistka
- 1995 – Duncan Paia'aua, samojský ragbista
- 2001 – Laura Lammer, rakouská sportovní lezkyně

## Úmrtí
Automatický abecedně řazený seznam viz Kategorie:Úmrtí 20. ledna

### Česko

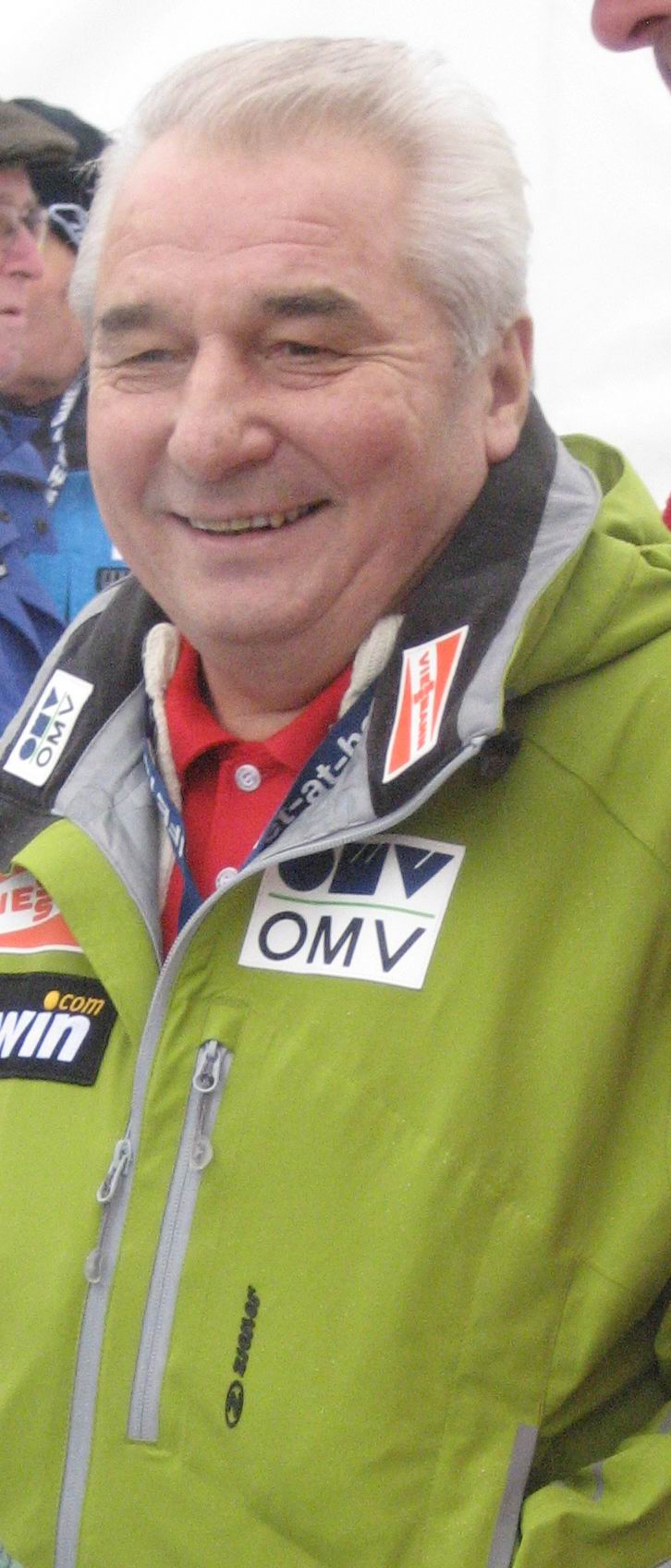
Jiří Raška († 2012)

- 1503 – Ludmila z Poděbrad, dcera Jiřího z Poděbrad a jeho manželky Johany z Rožmitálu (* 16. října 1456)
- 1612 – Rudolf II., římský císař, král český a uherský (* 18. července 1552)
- 1798 – Karel Josef Biener z Bienenberka, topograf a archeolog (* 4. listopadu 1731)
- 1816 – Johann Nepomuk Grün, opat strahovského kláštera (* 12. listopadu 1751)
- 1819 – Maria Tadeáš Trauttmansdorff, biskup královéhradecký a arcibiskup olomoucký (* 28. května 1761)
- 1889 – František Fáček, politik, publicista a právník (* 1826)
- 1910 – František Xaver Franc, zahradník, amatérský archeolog (* 3. prosince 1838)
- 1922 – Ján Kliešek, politik (* 12. listopadu 1866)
- 1928 – Jarmila Horáková, herečka (* 7. března 1904)
- 1930 – Franz Clam-Gallas, šlechtic (* 26. července 1854)
- 1931 – Josef Gross, biskup litoměřický (* 10. října 1866)
- 1941 – Jano Köhler, akademický malíř (* 9. února 1873)
- 1946 – Engelbert Šubert, politik (* 25. září 1879)
- 1950 – Emil Peters, inženýr a politik (* 24. září 1864)
- 1961 – Jaroslav Řehulka, právník, spisovatel a katolický politik (* 31. prosince 1886)
- 1964 – Jan Rychlík, swingový skladatel (* 27. dubna 1916)
- 1972 – Josef Dobiáš, historik a klasický filolog (* 26. září 1888)
- 1977 – Robert Piesen, malíř (* 11. srpna 1921)
- 1978 – Bohuslav Brouk, psychoanalytik, spisovatel, básník, publicista (* 19. listopadu 1912)
- 1979
  - Josef Dyr, chemik, rektor VŠCHT (* 7. ledna 1904)
  - Adolf Šelmec, československý politik slovenské národnosti (* 25. září 1881)
- 1984 – Bohumil Menšík, voják a příslušník operace Destroyer (* 11. listopadu 1927)
- 1985 – Karel Souček, česko-kanadský profesionální kaskadér (* 19. dubna 1947)
- 1990 – Miloslav Ištvan, hudební skladatel (* 2. září 1928)
- 1991 – Ludvika Smrčková, sklářská výtvarnice, grafička a malířka (* 24. února 1903)
- 2002 – Jiří Hlaváček, mykolog (* 30. srpna 1927)
- 2009 – Přemysl Janíček, malíř a grafik (* 28. dubna 1925)
- 2012
  - Jiří Raška, olympijský vítěz ve skocích na lyžích (* 4. února 1941)
  - Eli Urbanová, učitelka a esperantská básnířka (* 8. února 1922)
- 2014 – Milan Schulz, dramatik, dramaturg a novinář (* 6. dubna 1930)
- 2015 – Marie Pilátová, herečka, představitelka Konopnice v Troškově trilogii Slunce, seno… (* 14. května 1921)
- 2019 – Sylva Lacinová, sochařka (* 6. března 1923)
- 2020 – Jaroslav Kubera, politik (* 16. února 1947)
- 2021 – Jan Werner, stavební inženýr a esperantista (* 5. února 1933).
- 2022 – Jiří Plachý, herec (* 23. září 1946)

### Svět
- 0250 – Svatý Fabián, papež

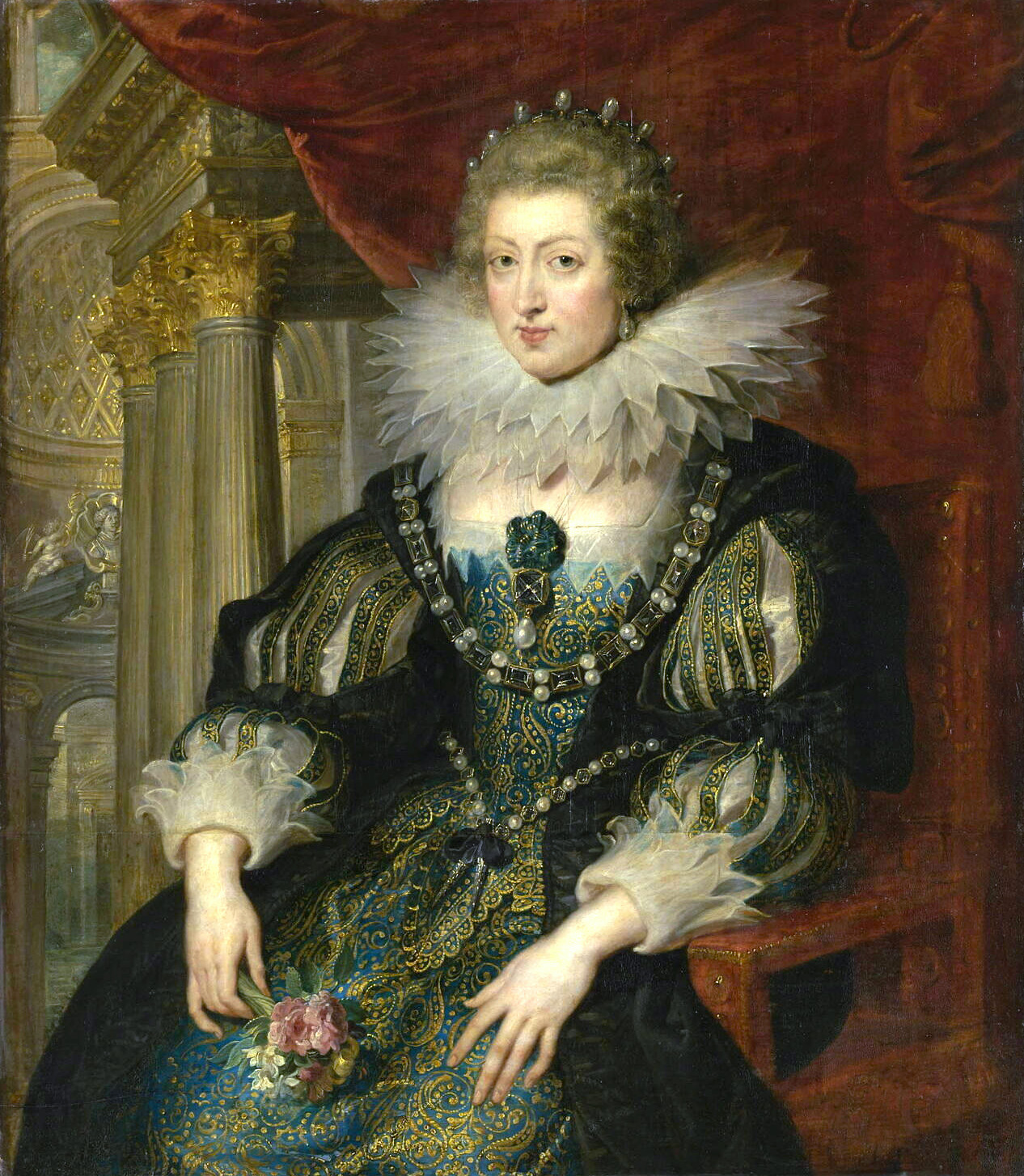
Anna Rakouská († 1666)

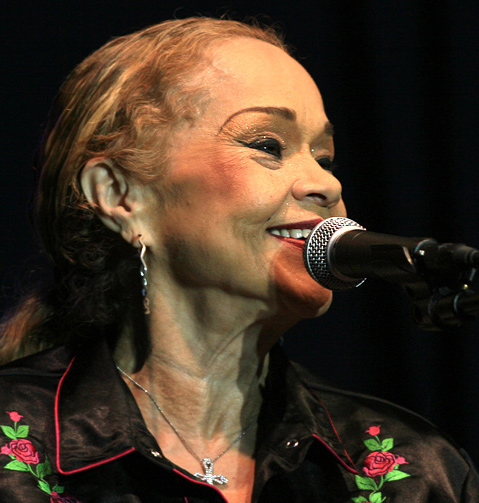
Etta Jamesová († 2012)

- 0882 – Ludvík III. Mladý, východofranský král (* 835)
- 1191 – Fridrich V. Švábský, švábský vévoda (* 16. dubna 1167)
- 1256 – Renaud de Vichiers, velmistr řádu templářů
- 1270 – Eusebius z Ostřihomi, uherský kněz, blahoslavený (* ? 1200)
- 1343 – Robert I. Neapolský, neapolský král (* 1277)
- 1479 – Jan II. Aragonský, španělský vládce (* 29. června 1397 nebo 1398)
- 1515 – Juan Diaz de Solís, portugalský mořeplavec, objevitel a kartograf (* 1470)
- 1666 – Anna Rakouská, francouzská královna a regentka (* 22. září 1601)
- 1722 – Charles Montagu, 1. vévoda z Manchesteru, britský diplomat a šlechtic (* 1660)
- 1745 – Karel VII. Bavorský, císař Svaté říše římské (* 6. srpna 1697)
- 1753 – Anna Marie z Lichtenštejna, kněžna z Lichtenštejna (* 11. září 1699)
- 1774 – Florian Leopold Gassmann, rakouský hudební skladatel, kapelník a varhaník (* 4. května 1729)
- 1813 – Christoph Martin Wieland, německý spisovatel, překladatel a vydavatel (* 5. září 1733)
- 1819
  - Maria Tadeáš Trauttmansdorff, katolický biskup a kardinál (* 28. května 1761)
  - Karel IV. Španělský, španělský král z rodu Bourbonů (* 11. listopadu 1748)
- 1841 – Jørgen Jørgensen, dánský korzár (* 7. dubna 1780)
- 1848 – Kristián VIII., dánský král (* 18. září 1786)
- 1850 – Lorenzo Bartolini, italský neoklasicistní sochař (* 7. ledna 1777)
- 1853 – Melchior von Diepenbrock, německý kardinál (* 6. ledna 1798)
- 1855 – Adelheid Rakouská, královna Sardinie (* 3. června 1822)
- 1859
  - Josip Jelačić, chorvatský generál a bán (* 16. října 1801)
  - Bettina von Arnim, německá spisovatelka (* 4. dubna 1785)
- 1875 – Jean-François Millet, francouzský malíř (* 4. října 1814)
- 1877 – Evžen Württemberský, člen württemberského panovnického domu (* 20. srpna 1846)
- 1887 – Adam Gifford, skotský soudce (* 29. února 1820)
- 1891 – Kalākaua, král Havajských ostrovů (* 16. listopadu 1836)
- 1900 – John Ruskin, anglický spisovatel a sociální reformátor (* 8. února 1819)
- 1901 – Zénobe Gramme, belgický vynálezce (* 4. dubna 1826)
- 1913 – Karl Wittgenstein, vládce rakouského ocelářského průmyslu (* 8. dubna 1847)
- 1914 – Harry Rosenbusch, německý geolog (* 24. června 1836)
- 1917 – Avšalom Feinberg, zakladatelů izraelské špionážní sítě Nili (* 23. října 1889)
- 1936 – Jiří V., britský král (* 3. června 1865)
- 1943
  - Elisabeth Otilie Ehlen, německá malířka (* 12. srpna 1862)
  - Max Wladimir von Beck, předlitavský státní úředník a politik (* 6. září 1854)
- 1957 – James Connolly, americký atlet a spisovatel (* 28. října 1868)
- 1962 – Robinson Jeffers, americký básník (* 10. ledna 1887)
- 1971 – Gilbert M. Anderson, americký filmový herec, režisér, scenárista a producent (* 21. března 1880)
- 1983 – Garrincha, brazilský fotbalista (* 23. října 1933)
- 1984 – Johnny Weissmüller, americký plavec a filmový herec (* 2. června 1904)
- 1989 – Józef Cyrankiewicz, polský komunistický politik, předseda vlády (* 23. dubna 1911)
- 1990
  - Barbara Stanwycková, americká herečka (* 16. července 1907)
  - Naruhiko Higašikuni, první premiér Japonska po druhé světové válce (* 3. prosince 1887)
- 1991 – Stan Szelest, americký hudebník (* 11. února 1943)
- 1993 – Audrey Hepburnová, americká herečka (* 4. května 1929)
- 1994
  - Ľubor Kresák, slovenský astronom (* 23. srpna 1927)
  - Matt Busby, skotský fotbalový hráč a trenér (* 29. května 1909)
- 1996 – Gerry Mulligan, americký jazzový hudebník a skladatel (* 6. dubna 1927)
- 1997 – Albín Brunovský, slovenský malíř, grafik a ilustrátor (* 25. prosince 1935)
- 2002 – Kornel Smržík, slovenský pedagog, básník, výtvarník a politik (* 9. června 1939)
- 2004 – Guinn Smith, americký olympijský vítěz ve skoku o tyči (* 2. května 1920)
- 2005 – Jan Nowak-Jeziorański, polský novinář (* 15. května 1913)
- 2007
  - Ivo Maroević, chorvatský muzeolog a historik umění (* 1. října 1937)
  - Anatol Rapoport, americký matematik, psycholog a sociolog (* 22. května 1911)
- 2009
  - Stéphanos II. Ghattas, koptský katolický kardinál (* 16. ledna 1920)
  - David Newman, americký saxofonista (* 24. února 1933)
- 2011
  - Ladislav Ťažký, slovenský spisovatel-prozaik, publicista, dramatik, scenárista (* 1924)
  - Vladimír Kompánek, slovenský sochař a malíř (* 28. října 1927)
- 2012
  - Etta Jamesová, americká rhythm and bluesová zpěvačka (* 25. ledna 1938)
  - Larry Butler, americký hudebník, hudební producent a skladatel (* 26. března 1942)
  - John Levy, americký jazzový kontrabasista (* 11. dubna 1912)
  - Viliam Malík, slovenský fotograf (* 21. listopadu 1912)
- 2013 – Pavlos Matesis, řecký spisovatel a překladatel (* 12. ledna 1933)
- 2015 – Edgar Froese, německý hudebník (* 6. června 1944)
- 2020 – Wolfgang J. Fuchs, německý autor literatury faktu a komiksů, překladatel, novinář (* 16. září 1945)
- 2021 – Mira Furlanová, chorvatská herečka (* (7. září 1955)
- 2022 – Meat Loaf, americký zpěvák a herec (* 27. září 1947)

## Svátky

### Česko
- Ilona
- Sebastian
- Šebestián

## Pranostiky

### Česko
- O svatém Fabiánu a Šebestiánu zalézá zima za nehty i otužilému cikánu.
- Svatý Fabián – zimy pán.
- Fabiánské mrazy málokdy schází.
- Fabiánská zima pálí.
- Na svatého Šebestiána se musí někdo utopit, nebo zmrznout.
- Nezmrzne-li cikán do Fabiána a Šebestiána, potom už nezmrzne.
- Fabiánské zimy se i cikán bojá.
- Na svatého Fabiána a Šebestiána stromům opět míza dána.
- Po svatém Fabiáně pro polevu stojí sáně.
- O svatém Fabiánu bez kožichu ani ránu.
- Na svatého Fabiána cesta zvoní pod nohama.

| 20. leden v pražském KlementinuÚdaje jsou platné k 11. 3. 2025. | 20. leden v pražském KlementinuÚdaje jsou platné k 11. 3. 2025. | 20. leden v pražském KlementinuÚdaje jsou platné k 11. 3. 2025. |
| minimum                                                         | denní průměr                                                    | maximum                                                         |
| --------------------------------------------------------------- | --------------------------------------------------------------- | --------------------------------------------------------------- |
| −20,0 °C (1850)                                                 | −0,9 °C (od 1961)                                               | 14,2 °C (2007)                                                  |